# Akito Hirose
Akito Hirose, född 9 april 1999, är en kanadensisk professionell ishockeyback som spelar för Vancouver Canucks i National Hockey League (NHL).
Han har tidigare spelat för Minnesota State Mavericks i National Collegiate Athletic Association (NCAA).
Hirose blev aldrig NHL-draftad.
Han är bror till Taro Hirose.

## Statistik
| 2013–2014   | Edge Mountaineers Prep U15   |             | 60  | 19 | 40 | 59  | 43 | — | — | — | — | — |
|             | Edge Mountaineers Elite U15  |             | 2   | 1  | 2  | 3   | 4  | — | — | — | — | — |
| 2014–2015   | Edge Mountaineers Elite U16  | CSSHL       | 30  | 12 | 15 | 27  | 48 | 3 | 1 | 0 | 1 | 4 |
|             | Edge Mountaineers Prep U18   | CSSHL       | 4   | 0  | 0  | 0   | 0  | — | — | — | — | — |
| 2015–2016   | Edge Mountaineers (Prep) U18 | CSSHL       | 31  | 25 | 19 | 44  | —  | — | — | — | — | — |
|             | Edge Mountaineers (Prep) U18 | MPHL        | 18  | 5  | 6  | 11  | 14 | 3 | 1 | 2 | 3 | 2 |
| 2016–2017   | Salmon Arm Silverbacks       | BCHL        | 44  | 2  | 8  | 10  | 18 | — | — | — | — | — |
| 2017–2018   | Salmon Arm Silverbacks       | BCHL        | 55  | 5  | 27 | 32  | 24 | 4 | 0 | 0 | 0 | 4 |
| 2018–2019   | Salmon Arm Silverbacks       | BCHL        | 52  | 4  | 25 | 29  | 17 | 5 | 0 | 4 | 4 | 0 |
| 2019–2020   | Salmon Arm Silverbacks       | BCHL        | 57  | 9  | 42 | 51  | 18 | 4 | 0 | 3 | 3 | 0 |
| 2020–2021   | Minnesota State Mavericks    | NCAA        | 28  | 1  | 14 | 15  | 14 | — | — | — | — | — |
| 2021–2022   | Minnesota State Mavericks    | NCAA        | 38  | 2  | 24 | 26  | 8  | — | — | — | — | — |
| 2022–2023   | Vancouver Canucks            | NHL         | 1   | 0  | 0  | 0   | 0  | — | — | — | — | — |
|             | Minnesota State Mavericks    | NCAA        | 38  | 4  | 23 | 27  | 18 | — | — | — | — | — |
| NHL totalt  | NHL totalt                   | NHL totalt  | 1   | 0  | 0  | 0   | 0  | — | — | — | — | — |
| NCAA totalt | NCAA totalt                  | NCAA totalt | 124 | 66 | 58 | 124 | 72 | — | — | — | — | — |